# Lijst van talen van de wereld
Een alfabetische opsomming van de talen van de wereld, zoals die hieronder volgt, is niet vrij van problemen. Er is namelijk geen eenduidig criterium aan de hand waarvan met zekerheid kan worden vastgesteld dat de ene variëteit een taal is en de andere een dialect; het onderscheid tussen deze twee is kunstmatig, want politieke, culturele en taalkundige criteria lopen hier door elkaar. Wat een taalkundige als één taal zal opvatten (bijvoorbeeld Roemeens en Moldavisch), kunnen politici als twee talen zien en andersom. Dode talen worden aangeduid met een kruis.
Deze lijst is (nog) niet volledig. De Ethnologue is een lijst van ongeveer 6800 levende hoofdtalen en 41.000 alternatieve taalnamen en dialecten en met Linguasphere is een vergelijkbaar omvattend project gestart dat echter op een andere indelingssystematiek is gebaseerd.
Zie ook: Taalfamilie en ISO 639; zie voorts: Lijst van Wikipedia's (met taalcode).
| - Afro-Aziatische talen - ■ Berbertalen - ■ Tsjadische talen - ■ Koesjitische talen - ■ Semitische talen - Altaïsche talen - ■ Koreaans - ■ Japanse talen - ■ Mongoolse talen - ■ Toengoezische talen - ■ Turkse talen | - ■ Amerindische talen - ■ Australische talen - ■ Austroaziatische talen - ■ Austronesische talen - ■ Kaukasische talen - ■ Dravidische talen - ■ Eskimo-Aleoetische talen - Indo-Europese talen - ■ Albanees - ■ Armeens - ■ Baltische talen - ■ Keltische talen - ■ Germaanse talen - ■ Grieks - ■ Indo-Arische talen - ■ Iraanse talen - ■ Romaanse talen - ■ Slavische talen | - ■ Khoisan-talen - ■ Niger-Congotalen - ■ Nilo-Saharaanse talen - ■ Paleosiberische talen - ■ Papoeatalen - Sino-Tibetaanse talen - ■ Chinese talen - ■ Tibeto-Birmaanse talen - ■ Tai-Kadaitalen - ■ Oeraalse talen - ■ Baskisch |

## A
Abadi - 
Abaga - 
Abau - 
Abchazisch - 
Abinomn - 
Abom - 
Abu - 
Achumawi - 
Achwach -
Adygees - 
Adzera - 
Aekyom - 
Aequisch† - 
Afar - 
Afrikaans - 
Aheu -
Agarabi - 
Aghul -
Agi - 
Agob - 
Agoelisch -
Aigon - 
Aino - 
Akana - 
Akkadisch† - 
Akoli - 
Albanees - 
Alemannisch - 
Ambai - 
Ambonees - 
Amdo - 
Amerikaans-Engels - 
Amerikaanse Gebarentaal (ASL) - 
Amhaars - 
Amis - 
Anakalangu - 
/Anda -
Andi
Angaur - 
Angelsaksisch† - 
Antankarana-Malagasi - 
Anus - 
Anu -
Aquitaans† - 
Arabisch - 
Aragonees - 
Aramees - 
Aranees - 
Armeens - 
Aroemeens - 
Arpitaans -
Arrernte -
Asháninka - 
Assamees - 
Asturisch - 
Atayal - 
Atjehs - 
Atsugewi - 
aUI - 
Avaars - 
Avestisch† - 
Awadhi - 
Awtuw - 
Awun - 
Ayi - 
Aymara - 
Azerbeidzjaans

## B
Baagandji -
Babuza - 
Bagavalal -
Bai - 
Balangao -
Balinees - 
Balkaars -
Balti - 
Banyumasan - 
Bara-Malagasi - 
Basay - 
Basjkiers - 
Baskisch - 
Bats -
Belav† - 
Beloetsji - 
Bemba - 
Bengaals - 
Berbers - 
Betawi - 
Bezjta -
Bhojpuri - 
Biaks - 
Bihari - 
Bimanees - 
Birmaans - 
Bislama - 
Blackfoot - 
Boedoech -
Boerjatisch - 
Bosnisch - 
Botlich -
Bourgondisch† - 
Bretons - 
Bugis -
Bulgaars - 
Bunun - 
Burushaski - 
Bushi

## C
Cahita - 
Cahuilla - 
Catalaans - 
Cavas - 
Cayuga - 
Cebuano -
Centraal Pomo - 
Centraal Yup'ik -
Chakma - 
Chamorro - 
Chavacano de Zamboanga - 
Cherokee - 
Chichewa - 
Chickasaw -
Chimariko† - 
Choctaw - 
Chvarsji -
Cia-Cia - 
Cochimí† - 
Cocapah - 
Comanche - 
Cora - 
Cornisch† - 
Corsicaans - 
Cree - 
Cumbrisch - 
Cupeño

## D
Dacisch† - 
Dagbani† - 
Dalmatisch† - 
Damara - 
Deens - 
Deti -
Dhao - 
Dinka - 
Divehi - 
Diyari -
Djabugay -
Duits - 
Dura† - 
Dusun Deyah - 
Dusun Malang - 
Dusun Witu - 
Dyirbal - 
Dzongkha

## E
Eblaïtisch† - 
Edolo - 
Egyptisch† - 
Eitiep - 
Elamitisch† - 
Elepi - 
Elkei - 
Elu - 
Endenees - 
Enga - 
Engels - 
Erave - 
Ere - 
Ese - 
Esperanto - 
Esselen - 
Estisch - 
Eteocypriotisch† - 
Etruskisch† - 
Ewage-Notu - 
Ewe - 
Eyak†

## F
Faeröers - 
Faliskisch† - 
Fataluku - 
Fang - 
Fenicisch† - 
Fijisch-Hindoestani - 
Filipijns - 
Fins - 
Fon - 
Francoprovençaals - 
Frans - 
Fries - 
Friulisch - 
Frygisch† - 
Fula (Fulfulde) - 
Fyem

## G
Gaì -
Gajo - 
Galatisch† - 
Galicisch - 
Galicisch-Portugees of Oudportugees† - 
Gallisch† - 
Gana -
Ganádi
Garawa† -
Ge'ez† - 
Georgisch - 
Ginoech -
Godoberi -
Goenzib -
Gotisch† - 
Griko - 
Grieks - 
Groenlands - Guanche† -
Guaraní - 
Guarijío - 
Guizhou - 
Gujarati - 
Gumbaynggir -
Gutamål

## H
Hadza -
Hai//om - 
Haïtiaans-Creools - 
Hakka - 
Halkomelem - 
Hattisch† - 
Hausa - 
Hawaïaans - 
Hebreeuws (Ivriet) - 
Herero - 
Hettitisch† - 
Hietshware -
Hindi - 
Hindoestani of Hindi-Urdu - 
Hiri Motu - 
Hixkaryana - 
Hmong - 
Hoanya† - 
Hongaars - 
Hopi - 
Hua -
Huichol - 
Huron -
Hurriaans†

## I
Ibanag -
Iberisch† - 
Ido - 
Iers - 
Igbo - 
IJslands - 
Illyrisch† - 
Ilokano -
Inari-Samisch - 
Indonesisch - 
Inga - 
Ingrisch - 
Interlingua - 
Interlingue - 
Inuktitut - 
Iñupiaq - 
Ipai - 
Isaan - 
Istriotisch -
Istro-Roemeens - 
Italiaans - 
Iu Mien -
Itsekiri

## J
Japans - 
Javaans - 
Javindo - 
Jiddisch - 
Jilim - 
Joeratsisch† - 
Ju/'hoan - 
Juwal
Joehan

## K

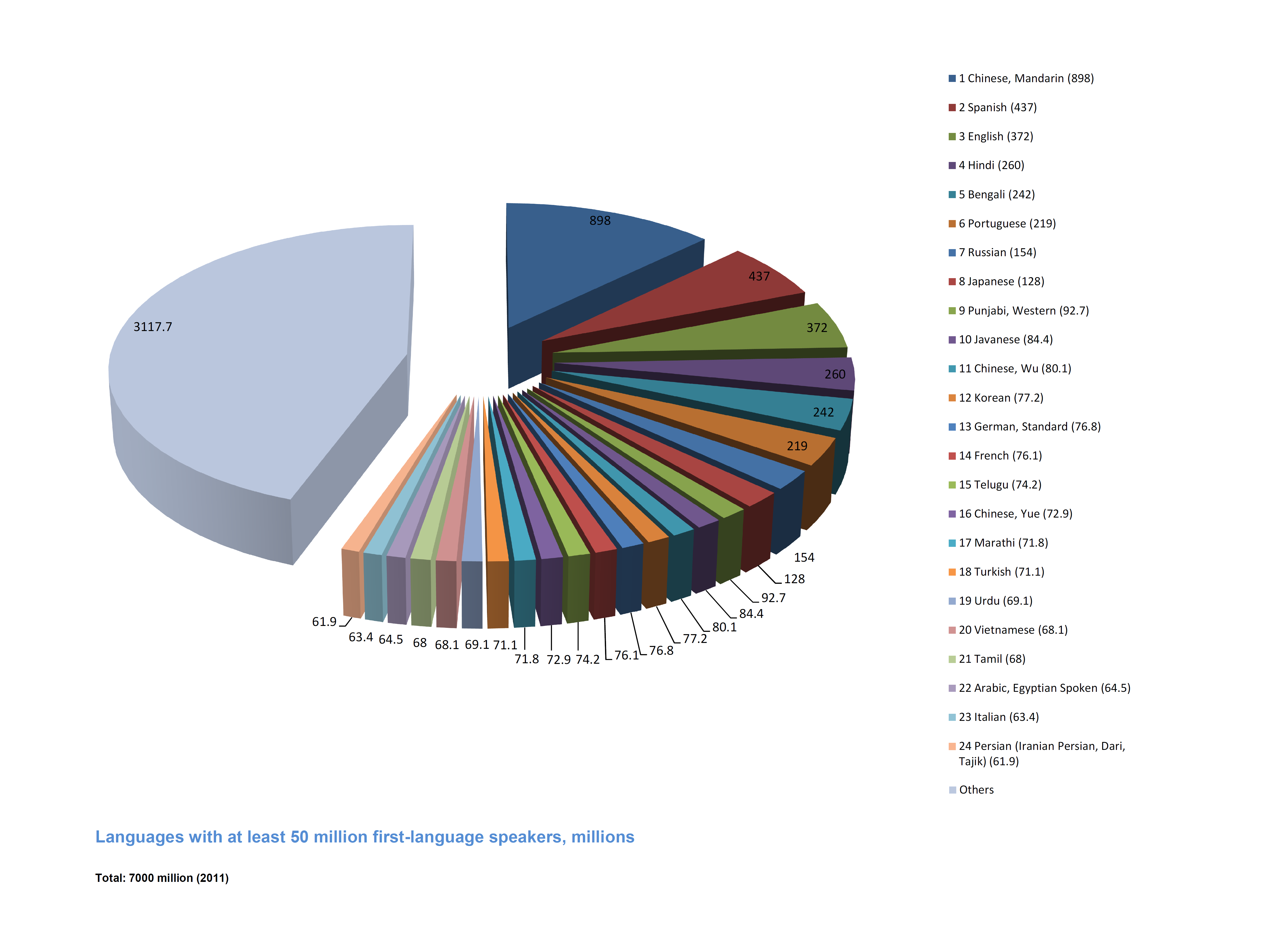
Talen met meer dan 50 miljoen sprekers

Kabardijns - 
Kabylisch - 
Kala Lagaw Ya -
Kaixana -
Kalenjin - 
Kalmuks - 
Kamberaas - 
Kamilaroi -
Kanakanabu - 
Kannada - 
Kantonees - 
Kanuri - 
Kapampangan -
Karatsjaj-Balkaars - 
Karata -
Karelisch - 
Karuk - Kasem -
Kashaya - 
Kasjmiri - 
Kasjoebisch - 
Kavalaans - 
Kawaiisu - 
Kawésqar - 
Kayardild -
Kazachs - 
Keltiberisch† - 
Ke'o - 
Kepo' - 
Kerewe - 
Ket - 
Ketangalaans† - 
Kham - 
Khmer - 
Kichwa -
Kikongo - 
Kikuyu - 
Kiliwa - 
Kinyarwanda - 
Kirgizisch - 
Kiribatisch - 
Kirundi - 
Kitanemuk - 
Klassiek Maya† - 
Koasati - 
Kodisch - 
Koerdisch - 
Komi - 
Konkani - 
Korana - 
Koreaans - 
Korjaaks - 
Kot† - 
Koyukon -
Krim-Gotisch† -
Kroatisch - 
Kryts -
Kuanua -
Kuanyama - 
Kulon-Pazeh - 
Kumeyaay - 
Kung-ekoka -
Kuuk Thaayorre -
Kveens - 
Kwadi -
Kwakiutl - 
Kwambi - 
Kwangali - 
Kwanyama - 
=/Kx'au//'ein -
Kxoe

## L
Ladino - 
Ladinisch - 
Lakota - 
Lambojaas - 
Laotiaans - 
Laps - 
Lardil -
Latijn† - 
Laura - 
Lazisch - 
Lemnisch† - 
Lepcha - 
Lepontisch† - 
Letgaals -
Lets - 
Lezgisch - 
Lijfs(†)? - 
Limbu -
Limburgs - 
Lingala - 
Lingua Franca Nova - 
Lionees - 
Liq'wala - 
Litouws - 
Lojban - 
Lombardisch -
Longobardisch† -
Lozi - 
Luganda - 
Luiseño - 
Luwisch† - 
Luxemburgs - 
Lycisch†

## M
Maa - 
Ma'anjan - 
Macedonisch - 
Madoerees - 
Maithili - 
Makasan
Malay
Malayalam - 
Maleis - 
Maleisisch -
Maligo -
Maltees - 
Mamboru - 
Mandan - 
Mandar -
Mandarijn - 
Manggarai - 
Mantsjoe - 
Manx-Gaelisch† - 
Maori - 
Mapudungun - 
Marathi - 
Mari - 
Maricopa - 
Marri Ngarr -
Marrithiyel -
Marshallees - 
Martuthunira -
Masikoro-Malagasi - 
Ma'ya - 
Mayo - 
Mbabaram -
Mbukushu - 
Medisch† -
Meitei of Manipuri - 
Messapisch - 
Myceens -
Middelduits - 
Middelengels† - 
Middelfrans† - 
Middelhoogduits† -
Middelnederlands† - 
Minangkabaus - 
Mingreels - 
Minnanyu - 
Mixe - 
Moeromisch† - 
Mohave - 
Mokilees - 
Moksha - 
Moldavisch - 
Mongools - 
Mono - 
Mor (Mor-eilanden) - 
Mordwiens - 
Mozarabisch† - 
Mru

## N
Nage - 
Nahuatl - 
Nama - 
Nandi (Congo) - 
Naro - 
Nataoraans Amis - 
Nauruaans - 
Navajo - 
Naxi - 
Ndonga - 
Nederduits - 
Nederlands - 
Nederengels -
Nederlandse Gebarentaal (NGT) - 
Nedersaksisch -
Negerhollands† -
Nenets - 
Nepalees - 
Neutral Nation - 
Newaars - 
Newspeak - 
Ngadha - 
Ngumba - 
Ngangikurrunggurr -
Ngiyambaa -
Noordelijk Betsimisaraka-Malagasi - 
Noordelijk Payute - 
Noordelijk Tepehuaans - 
Noordelijk Yuma - 
Noord-Ndebele - 
Noordoostelijk Pomo† - 
Noord-Piceens† - 
Noord-Sotho - 
Noors (Bokmål) - 
Noors (Nynorsk) - 
Norn† - 
Nottoway - 
N/u -
Nupe - 
Nuxálk - 
Nyanja

## O
Occitaans - 
Odia - 
Oebychs† - 
Oedmoerts - 
Oeigoers - 
Oekraïens - 
Oezbeeks - 
Oneida - 
Onondaga - 
O'odham - 
Oostelijk Pomo† - 
Oost-Ngadha - 
Ópata† - 
Oshiwambo - 
Oskisch† - 
Osmaans† - 
Ossetisch - 
Ostrogotisch† - 
Oudegyptisch† - 
Oudengels† - 
Oudfrankisch† -
Oudfrans† - 
Oudgrieks† - 
Oudiers† - 
Oudkerkslavisch† - 
Oudmacedonisch† - 
Oudnederlands / oudnederfrankisch† - 
Oudnoors† - 
Oudpruisisch† - 
Oudrussisch† - 
Oudspaans† -
!O!ung

## P
Paipai - 
Paiwaans - 
Paku - 
Palaus - 
Paluees - 
Panamint - 
Papiaments - 
Papora-Hoanya† - 
Pasjtoe - 
Patwin - 
Pekal - 
Perzisch - 
Petjo - 
Picardisch - 
Pictisch† - 
Pima Bajo - 
Pingelapees - 
Pipil - 
Plateaumalagasi - 
Plautdietsch -
Pochuteeks† - 
Polabisch† - 
Pools - 
Populuca - 
Portugees - 
Prakrit† - 
Proto-Dravidisch† -
Proto-Indo-Europees† - 
Proto-Oeraals† - 
Proto-Polynesisch† - 
Proto-Sinaïtisch† - 
Pular -
Punisch† - 
Punjabi - 
Pwo - 
Pyu† - 
Pyuma

## Q
Quechua - 
Quenya

## R
Rakhain - 
Rapa Nui - 
Rarotongaans - 
Reto-Romaans - 
Rhaetisch† - 
Riffijns - 
Ripuarisch - 
Roemeens - 
Roetoelisch -
Romeyka -
Rukai - 
Russisch - Roetheens

## S
Saaroa - 
Saisiyat - 
Salinan - 
Samisch - 
Sandawe -
Sanskriet of Oudindisch† - 
Santa Teresa Cora - 
Sara - 
Saramaccaans - 
Sardijns - 
Sarnami - 
Sasak - 
Savoenees - 
Savoyaards - 
Schots - 
Schots-Gaelisch - 
Schrieks -
Selknam - 
Seneca - 
Seri - 
Serroa -
Serrano - 
Servisch - 
Servo-Kroatisch - 
Sgaw - 
Shasta† - 
She-taal - 
Shona - 
Shoshone - 
Shua -
Silbo - 
Sindhi - 
Singalees - 
Siraya - 
Skepi† -
Skolt-Samisch - 
Sloveens - 
Slowaaks - 
Soembawarees - 
Soemerisch† - 
Soendanees - 
Somalisch - 
Sona - 
Sonsorolees - 
Sora - 
Sorbisch - 
Spaans - 
Spasell - 
Subiya - 
Sranantongo - 
Susquehannock - 
Swahili - 
Swazi - 
Syrisch - Svearlich

## T
Tadzjieks - 
Tagalog - 
Tamang - 
Tamil - 
Taokas† - 
Tapachulteeks - 
Tarahumara - 
Tarifi(e)t - 
Taroko - 
Tashelhiyt - 
Tassousit - 
Tataars - 
Taushiro -
Tehuelche - 
Telugu - 
Tepecano - 
Tetun - 
Thai - 
Thao - 
Thracisch† - 
Tibetaans - 
Tidore -
Tigrinya - 
Tindi -
Tipai - 
Tlingit -
Tobiaans - 
Tochaars† - 
Toevaans - 
Tohono O'odham - 
Tok Pisin - 
Tokelaus -
Toki Pona - 
Tongaans - 
Tongva - 
Tonkawa - 
Tsachoerisch -
Tsezisch -
Tsjamalal -
Tsjechisch - 
Tsjerkessisch - 
Tsjetsjeens - 
Tsjoektsjisch - 
Tsjoevasjisch - 
Tsou - 
Tswana - 
Tubar† - 
Tubatulabal - 
Tulu - 
Turkmeens - 
Turks - 
Tuscarora - 
Tuvaluaans - 
Twi - 
Tz'utujil

## U
Udi -
Umbrisch† - 
Ungali - 
Urak Lawoi' - 
Urdu - 
Usprenta - 
Ute of Zuidelijk Paiute

## V
Vandaals† - 
Vasekela Bushman -
Vedisch Sanskriet† -
Venda - 
Venetisch† - 
Vestiniaans† - 
Vietnamees - 
Visigotisch† - 
Vlaamse Gebarentaal (VGT) - 
Volapük

## W
Waals - 
Wadjewaas - 
Walmajarri -
Wandamen - 
Wanukaka - 
Wappo† - 
Waramnungu -
Warlmanpapa -
Warlpiri -
Waropen - 
Welsh/Kymrisch - 
Wepsisch - 
West-Fries - 
West-Vlaams -
Wiradhuri† -
Wit-Russisch - 
Wogoels - 
Wolof - 
Wotisch - 
Wu - 
Wunjo -
Wyandot -
Wymysoojs

## X
Xam -
Xegwi -
Xhosa - 
Xiri -
!Xóõ

## Y
Yaeyama -
Yagan of Yamana - 
Yana - 
Yanesha - 
Yangbye - 
Yanyuwa
Yapees - 
Yaqui - 
Yidinj -
Yoruba - 
Yucateeks Maya - 
Yuki - 
Yukulta -
Yuma - 
Yurumanguí

## Z
Zemba - 
Zhuang - 
Zoeloe - 
Zoque - 
Zuidelijk Pomo - 
Zuidelijk Tepehuaans - 
Zuid-Ndebele - 
Zuidoostelijk Pomo - 
Zuid-Piceens† - 
Zuid-Sotho - 
Zurjeens - 
Zweeds